# Pseudoscaphiella parasita
Genre
Espèce
Pseudoscaphiella parasita, unique représentant du genre Pseudoscaphiella, est une espèce d'araignées aranéomorphes de la famille des Oonopidae.

## Distribution
Cette espèce est endémique d'Afrique du Sud.

## Description
C'est une araignée myrmécophile.

## Publication originale
- Simon, 1907 : Étude sur les araignées de la sous-section des Haplogynes. Annales de la Société Entomologique de Belgique, vol. 51, p. 246-264 (texte intégral).